# Zeta Monocerotis
Zeta Monocerotis ( ζ Monocerotis, förkortat Zeta Mon,  ζ Mon)  som är stjärnans Bayerbeteckning, är en ensam stjärna belägen i den östra delen av stjärnbilden Enhörningen. Den har en skenbar magnitud på 4,33 och, är synlig för blotta ögat där ljusföroreningar ej förekommer. Baserat på parallaxmätning inom Hipparcosuppdraget på ca 3,1 mas, beräknas den befinna sig på ett avstånd på ca 1 060 ljusår (ca 320 parsek) från solen.

## Egenskaper
Zeta Monocerotis A är en gul till vit superjättestjärna av spektralklass G2 Ib. Den har en massa som är ca 6,2 gånger större än solens massa, en radie som är ca 53 gånger större än solens och utsänder från dess fotosfär ca 2 200 gånger mera energi än solen vid en effektiv temperatur på ca 5 290 K.
Zeta Monocerotis A har tre synliga följeslagare: Zeta Monocerotis B, separerad med 33,3 bågsekunder och av magnitud 10,32, Zeta Monocerotis C, separerad med 65,1 bågsekunder och av magnitud 9,68 samt Zeta Monocerotis D, separerad med 38,1 bågsekunder och av magnitud 13,4.